# Señor de los Milagros (Arequipa)
El Señor de los Milagros es una imagen de Cristo en la cruz que concita una gran devoción en el Perú y el mundo. Particularmente en Arequipa, se festeja el "mes morado" con procesiones, la celebración de misas y la venta de artículos devocionales; aunque las actividades protocolares empiezan en septiembre, con la procesión de la Hermandad Infantil. La imagen reposa durante todo el año en el Templo de San Agustín.

## Historia del lienzo
Los inicios del culto al Cristo Moreno en Arequipa hacen referencia al año 1949, donde las damas nobles de la ciudad asistían a la Iglesia de Santa Marta para venerar un cuadro ubicado en un ambiente pequeño de la parroquia. Quizá ellas que seguían la devoción hablaron con el Arzobispo de la época, Monseñor Leonardo Rodríguez Ballón y le solicitaron una imagen del Señor, la autoridad religiosa, que se encontraba en Roma, mandó pintar un lienzo a la hermana María de Portacheli Amézquita que residía en Lima, y en 1950 fue presentado a los fieles arequipeños. Llegaron entonces a la Iglesia de San Agustín, los lienzos de Nuestra Señora de la Nube y del Señor de los Milagros, y poco a poco han ido aumentando de fieles con los años.

### Virgen de la Nube

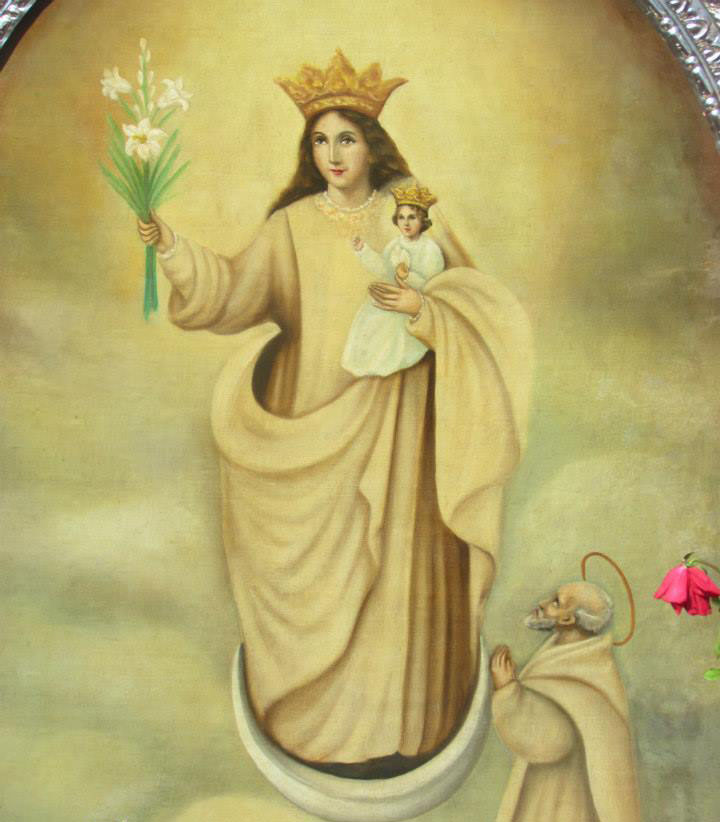
Nuestra Señora de la Nube.

Fue pintada por María de Portacoelli , para las procesiones es ubicada al reverso del anda del Señor y durante todo el año permanece en la sacristía del Templo; se dice que presenta rasgos de la típica mujer arequipeña. Aquí en la ciudad, es costumbre festejar su día central, el 8 de octubre con una solemne misa de fiesta, tras un triduo preparatorio los días 5, 6 y 7.

## Hermandad del Señor de los Milagros del Templo de San Agustín
La HSMTSA (por sus letras iniciales) fue fundada el 16 de noviembre de 1950 por diez damas que desde mucho antes se reunían en la Basílica Catedral. Los esposos de estas señoras poco a poco ingresaron a la Hermandad del Señor de los Milagros del Templo de San Agustín y reemplazaron a las fundadoras. Una de ellas, Teresa de Balarezo fue la primera y última presidenta de la organización, hubo después sólo dos presidentes varones Juan José Barahona y Roberto Ramallo. Posteriormente el cargo cambió de Presidente a Mayordomo, que asumieron Adolfo Belaúnde, Luis Valencia Melgar, Augusto Mendoza Mendoza, Felipe Vera Riveros y Jaime Velarde Flores. Aún la hermandad conserva una copia de la foto histórica de las fundadoras al pie de la imagen, en donde figuran Elsa Corro, Teresa Campos, Lucila Belaunde, Olga Mercado, Zoila Aedo, Rosa Useglio y una señora de la que sólo tienen el apellido Manrique. 
Ahora la Hermandad del Señor de los Milagros tiene aproximadamente mil quinientos hermanos, la estricta organización, que la destaca entre las hermandades de reciente conformación, le ha permitido contar con el apoyo de diferentes organismos e instituciones que en ocasiones han solicitado su participación para organizar eventos religiosos de envergadura tales como la Semana Santa, la fiesta de la Virgen de Chapi, el Corpus Christi, entre otras.
El 2015  se integró a la Hermandad la Banda de Músicos del Señor de los Milagros, conformada por estudiantes de colegios y universidades, profesionales y maestros de música.

## Recorridos Procesionales
El Señor de los Milagros arequipeño, a diferencia de otros departamentos del Perú, nunca ha llevado joyas, cada iglesia por la que pasa tañe sus campanas y alguna imagen titular de ella sale a recibirlo. Es homenajeado por los fieles e instituciones a lo largo de sus concurridas procesiones: alfombras artesanales hechas de flores o aserrín, lluvia de pétalos entre otros; visita 2 distritos, 4 hospitales y antes de realizar los recorridos, se ofrece una misa. En las décadas del 50 y 60 el Señor procesionaba 4 veces (una el 18, dos el día 19 y la última el 28), posteriormente, a raíz de una peregrinación ocasional de la imagen al Santuario de Cayma, es que por pedido de los vecinos de dicho distrito se instaura la visita del Señor a dicho Santuario el día 20 de octubre de cada año, pernoctando allí hasta el día 21, fecha en la que regresa en procesión a su Santuario. Hasta el año 2004 eran solo 5 procesiones (no se realizaba la del 1 de octubre) y para el 2005 se volvió a instaurar la procesión del 1 de octubre.

Hasta el año 1991, las procesiones empezaban a las 3 p. m.., a partir de 1992 hasta 1996 el horario de inicio de las procesiones era a las 2 p. m.. y ya posteriormente se instauró como horario estándar de inicio a la 1 p. m.., horario que se mantiene hasta la actualidad y que sufre ocasionalmente algunas variaciones.

### 1 de octubre
Procesión que se llevó a cabo primero en los años 1992 y 1993, a raíz del cambio del Anda del Señor en el año 1994 (anda nueva hecha en oro y plata y casi 200 kilos más pesada que la anterior) y en vista que dicha Anda nueva demoró en estar listas a tiempo (fue hecha en la ciudad de Lima), es que en 1994 no salió el 1.º de octubre y desde allí se dejó de lado este recorrido, volviéndose a efectuar nuevamente desde el año 2005 hasta la actualidad.
Al ser más pesada el anda, la cuadrilla creció y las procesiones largas se demoran 1 hora a 1 hora y media. Comienza a las 6 de la mañana en la que sólo da una vuelta a la Plaza de Armas de la ciudad. Recorre las siguientes calles: San Agustín, Portal de San Agustín, Portal de la Municipalidad, Portal de Flores, Atrio de la Catedral y retorna al Templo de San Agustín. Al término de este acto, se realiza una misa de comunión general, ya que a las 11 de la mañana se oficia la liturgia en honor al Colegio de Periodistas, por ser el 1 de octubre el Día del Periodista

### 18 de octubre
Tras el Triduo de preparación realizado los días 15, 16 y 17 de octubre, el día 18 se oficia la Misa de Fiesta a las 10 de la mañana a cargo del Monseñor de la ciudad, tras lo cual, a la 1 de la tarde se da inicio al recorrido procesional: Sale de la Iglesia de San Agustín, sube por la calle Santa Catalina, Zela, recibe homenaje en la Iglesia de San Francisco donde Nuestra Señora de las Angustias espera al Señor, baja hacia la Plaza de Armas, donde el Alcalde Provincial brinda unas palabras de agradecimiento, sigue por la calle La Merced recibiendo el saludo de la comunidad Mercedaria, donde también le espera la imagen de la Virgen de la Merced. Continúa por la calle San Juan de Dios donde los distintos negocios arreglan alfombras de flores, prosigue su camino llegando al barrio de Ferroviarios, y culminando la procesión ingresa a la Parroquia de Nuestra Señora del Pilar aproximadamente a las 10 de la noche.

### 19 de octubre
En la Iglesia de San Agustín se da inicio a la novena en honor al Cristo de Pachacamilla, que culminará el 27 de octubre. Es en este día en que la imagen visita dos importantes hospitales y es un acto de esperanza para quienes esperan sanación física y espiritual. Mientras tanto, en la Iglesia el Pilar se oficia la liturgia a las 10 de la mañana, para que a las 12 del mediodía salga en procesión, va hacia la Avenida Alcides Carrión, homenajeado por la Facultad de Biomédicas de la UNSA, luego ingresa al Hospital Regional Honorio Delgado Espinoza, visita la Gerencia Regional de Salud, al Instituto de Enfermedades Neoplásicas (IREN SUR), para luego entrar al Complejo Habitacional Francisco Mostajo, de allí recibe el homenaje de SEDAPAR, del Colegio Independencia Americana, para luego subir por la Avenida Jorge Chávez, entretanto va llegando al Hospital Goyeneche, a la sección Emergencias. Saliendo, toma rumbo por la Avenida Siglo XX, hasta llegar a la Plaza España y recibir el homenaje de la Corte Superior de Justicia de Arequipa, sigue por la calle Santa Marta donde la Parroquia del mismo nombre saca a Nuestra Señora de los Dolores para que espere la llegada de las andas. Continúa por la calle Peral e ingresa al Monasterio de Santa Teresa, aproximadamente a las 10 de la noche.

### 20 de octubre
Sale del Monasterio de Santa Teresa como ya es de costumbre a la 1 de la tarde, dirigiéndose hacia el hospital de EsSalud, ingresando a este donde es homenajeado por el personal y por aquellos pacientes que esperanzados piden algún favor al Señor, enseguida sale del hospital y sube por la calle El Filtro dirigiéndose hacia al local de la Municipalidad Provincial de Arequipa donde el Alcalde de la ciudad le rinde honores, baja a la avenida Juan de la Torre, voletando a la calle Jerusalén donde lo fieles arman altares en sus fachadas, gira hacia la calle Ayacucho, donde observamos a la Virgen de Chapi de la Tercera Orden Franciscana que sale al recibimiento del Señor, continua el recorrido por la calle Santa Catalina saliendo por San Lázaro y dirigiéndose a Michell & Cía. SA para recibir un homenaje, cruza el Puente Grau e ingresa a la avenida Ejército donde la Clínica Arequipa le rinde honores, avanzan las andas y se encuentra con la imagen de Nuestra Señora de los Dolores (La Napolitana), traída de la Parroquia de "La Recoleta". Continúa la procesión por la avenida Ejército hasta llegar a la Comisaría de Yanahuara donde es homenajeado por la Institución, seguidamente dobla hacia la calle Jerusalèn (Yanahuara) subiendo hasta la plaza del distrito recibiendo homenaje de la Parroquia San Juan Bautista y de la Municipalidad Distrital, luego continua subiendo la calle Jerusalén, dobla por el Jirón Arequipa, sube la cuesta de Buenavista, avanza por Cerrito San Jacinto y dobla hacia la calle Ramón Castilla donde a paso acelerado suben la andas de Nuestro Señor. En aquella cuesta empinada, al finalizar, observamos que ya está allí Nuestra Señora de la Candelaria de Cayma, veneradísima devoción que sale del Santuario de "San Miguel Arcángel", acompañada de su pueblo, para darle la bienvenida al Señor de los Milagros, ambas imágenes se dan la venia de saludo. El cortejo va bajando por la avenida Bolognesi hasta ingresar a la Plaza de Cayma (aproximadamente a las 10 de la noche) donde las andas reciben homenaje de la Municipalidad Distrital y del Santuario para que de esta manera, el Señor ingrese, aproximadamente a la 11 de la noche.

### 21 de octubre
A la 1 de la Tarde, el Señor sale del Santuario de Cayma, es acompañado hasta la Avenida Cayma por la Virgen de la Candelaria, de allí, se dirige e ingresa a la Clínica San Juan de Dios, continúa por la Avenida Ejército, por la parte baja del distrito de Cayma (Los Arces, Trinidad Morán), prosigue por la Avenida José Abelardo Quiñones, Chullo, Zamácola hasta la Avenida Emmel, cruza el Puente San Martín llegando al Óvalo de Vallecito, lugar en el que recibe homenaje de la Marina de Guerra del Perú. Sube por la cuesta de la Avenida San Martín, continúa por Tristán, La Merced, encaminándose por la Plaza de Armas (Portal de San Agustín), regresando de vuelta al Templo de San Agustín aproximadamente a las 10 de la noche. Se quedará allí hasta la última procesión del 28 de octubre.

### 28 de octubre
Este, es el Día Central del Señor de los Milagros, por lo que se oficia la Misa de Fiesta a las 10:00 horas y es su último recorrido procesional por las calles arequipeñas. Sale del Templo “San Agustín” a las 13:00 horas; voltea por la Calle “Cruz Verde”, donde el Foot Ball Club “Melgar” lo saluda. Así, continúa su camino hasta llegar a la Calle “Consuelo”, donde la “SEAL.” le rinde homenaje. Sigue recto por la Calle “San Camilo”, donde los comerciantes del Centenario Mercado lo reciben, sacando en andas a la imagen de la Virgen de la Amargura "La Consumata" para que reciba a la imagen del Cristo. Avanza por la Calle “Perú”, girando por la Calle “Santo Domingo” y es aquí donde la Comunidad Dominica lo recibe al son de campanas y con la titular del Templo, Nuestra Señora del Rosario. Continúa por la Calle “San Juan De Dios” y el respectivo agasajo del “Banco de Crédito Del Perú” (BCP) se hace presente. Prosigue hasta llegar a la Calle “Moral”, donde el “SERPOST” lo honra y el Señor baja por la Calle “Santa Catalina”, para que la “Universidad Nacional de San Agustín de Arequipa” le rinda honores. Ya acabando el Recorrido Procesional del día, el Cristo Morado baja por la Calle “San Agustín” y antes de ingresar a su Templo, se realiza la “Gran Guardada”, la cual, está a cargo de una Cuadrilla. Durante la misma, la Compañía de Bomberos hace sonar su sirena, las campanas del Recinto Religioso repican, se entona el Himno Nacional del Perú, el Himno de Arequipa y el Himno al Señor de los Milagros, para que luego de ello los cargadores hagan que el lienzo dé venías a los fieles allí presentes, para luego, proceder a “guardar” la imagen del Señor en el Templo Agustino hasta el próximo año.

## El Templo "San Agustín"
Ubicado entre las Calles "San Agustín" y "Sucre" y a una cuadra de la Plaza de Armas de Arequipa, fue construido en la 2° mitad del Siglo XVII al Estilo Barroco, comparable únicamente con El Templo de "La Compañía De Jesús". Albergó a 4 instituciones importantes para la Ciudad: el Colegio de Abogados, la Academia Lauretana, el Colegio "Independencia Americana" y la "Universidad Nacional de San Agustín"; todos ellos funcionaron en el Convento hacia el año 1827.

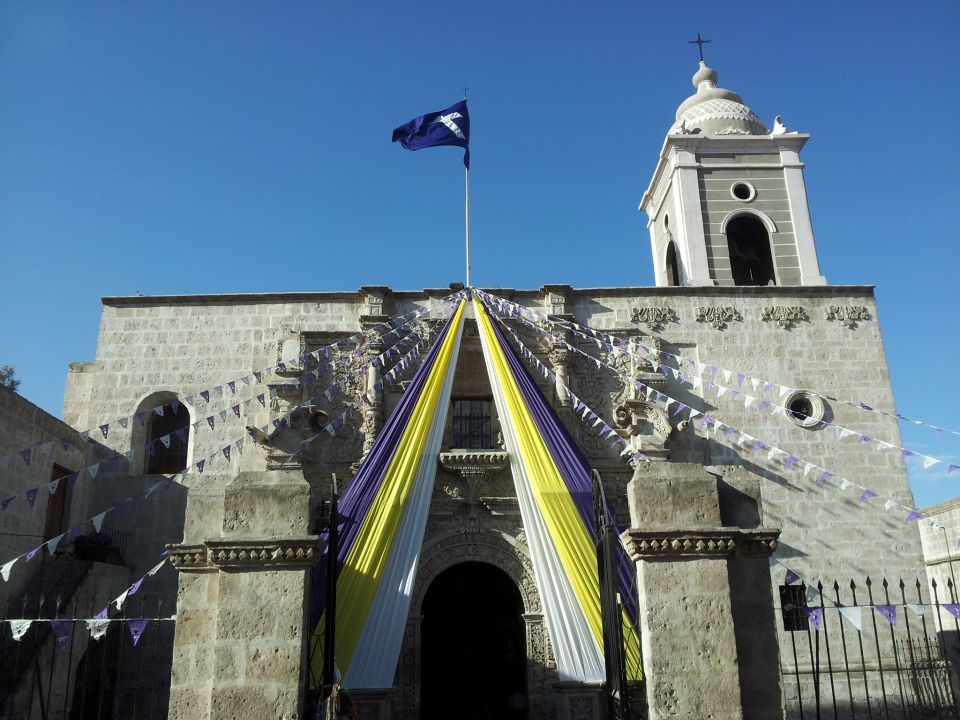
El Templo "San Agustín" durante todo el mes de octubre.

El terremoto de 1868 causó graves estragos en su infraestructura, por lo que la torre y la bóveda que apreciamos actualmente son de materiales diferentes a su construcción inicial (la fachada y los interiores son de sillar, mientras que la bóveda es de calamina). Actualmente, ubicamos sus altares neoclásicos  y el Altar Mayor, bañado en pan de oro, en cuyo centro se ubica el lienzo del Cristo Moreno. El Recinto Religioso recibe 2 títulos:
- Santuario Arquidiocesano del Señor de los Milagros.
- Parroquia "Del Sagrario".

## Las Cuadrillas
Las cuadrillas en Arequipa surgen de un grupo de hermanos de instituciones públicas o privadas, extintas o aún en vigencia, la mayoría está integrada por Bancos.
Conforman las llamadas comisiones de protocolo, como la Dirección de Procesiones, Protocolo de Anda, Liturgia, Dirección de Andas, de Disciplina, de Cuadrillas, de Comunicaciones, de Economía, Petitorio y Cordón, Comisión de Homenajes, de Seguridad y de Primeros Auxilios. Además, está la directiva conformada por el Párroco del Sagrario del Templo de San Agustín, el Mayordomo General, Vice-Mayordomo, Fiscal, Director de Organización, Disciplina y Aspirantes, Tesorero, Protesorero, Secretario, Prosecretario, Director de Relaciones Públicas e Información, Director de Cuadrillas, Adjunto a Director de Cuadrillas, Patrón de Andas, Asistente Social; en total conforman 36 cuadrillas.
Se cuentan con cuadrillas femeninas, las cuales son: la cuadrilla de sahumadoras y la cuadrilla de las cantoras y descalzas nazarenas.
| Número:                                              | Cuadrilla / Grupo:                                     |
| 01.                                                  | "Gloria S. A.".                                        |
| 02.                                                  | "Gloria S. A.".                                        |
| 03.                                                  | Caja Municipal "Arequipa".                             |
| 04.                                                  | EsSalud.                                               |
| 05.                                                  | Ex - "CORSUR".                                         |
| 06.                                                  | "Banco de Crédito Del Perú" ("B. C. P.").              |
| 07.                                                  | Ex - "Lanificio Del Perú".                             |
| 08.                                                  | Ex - "SIDSUR".                                         |
| 09.                                                  | "CERVESUR".                                            |
| 10.                                                  | Ex - "Banco Popular Del Perú".                         |
| 11.                                                  | "Banco Continental".                                   |
| 12.                                                  | Ex - "ENAFER Perú".                                    |
| 13.                                                  | "Sociedad Eléctrica Arequipa Local" ("S. E. A. L.").   |
| 14.                                                  | Ex - "Manufacturas del Sur S. A.".                     |
| 15.                                                  | Ex - "Mutual Arequipa".                                |
| 16.                                                  | Banco "Scotiabank".                                    |
| 17.                                                  | "Universidad Católica de Santa María" ("U. C. S. M."). |
| 18.                                                  | "BACKUS" - (Ex - "CERVESUR").                          |
| 19.                                                  | Ex - "Banco del Sur Del Perú" .                        |
| 20.                                                  | Caballeros del Pilar.                                  |
| 21.                                                  | Ex - "Banco del Sur".                                  |
| 22.                                                  | Ex - "Sacos del Sur".                                  |
| 23.                                                  | Parque de la Esperanza.                                |
| 24.                                                  | "Sociedad Eléctrica Arequipa Local" ("S. E. A. L.").   |
| 25.                                                  | Banco "Interbank".                                     |
| 26.                                                  | "SEDAPAR S. A.".                                       |
| 27.                                                  | "Ferreyros y Cia. S. A.".                              |
| 28.                                                  | Colegio Odontológico.                                  |
| 29.                                                  | "Michell y Cia. S. A.".                                |
| 30.                                                  | Ex - "SIDSUR".                                         |
| 31.                                                  | "Gloria S. A.".                                        |
| 32.                                                  | "Universidad Católica San Pablo" ("U. C. S. P.").      |
| 33.                                                  | Concejo Provincial de Arequipa.                        |
| 34.                                                  | Corporación "Lindley S. A.".                           |
| 35.                                                  | Ex - "SIDSUR".                                         |
| 36.                                                  | Ex - "ENTEL Perú".                                     |
| 37.                                                  | Compañía de Bomberos del Perú                          |
| Cuadrilla de Sahumadoras (38.)                       | Sahumadoras de la H. S. M. T. S. A. A.                 |
| Cuadrilla de Cantoras y de Nazarenas Descalzas (39.) | Cantoras y Nazarenas Descalzas.                        |

## Audiovisual
- , Especial de la Historia y Devoción del Señor de los Milagros en Arequipa, 1990.